# Schloss Reichenschwand

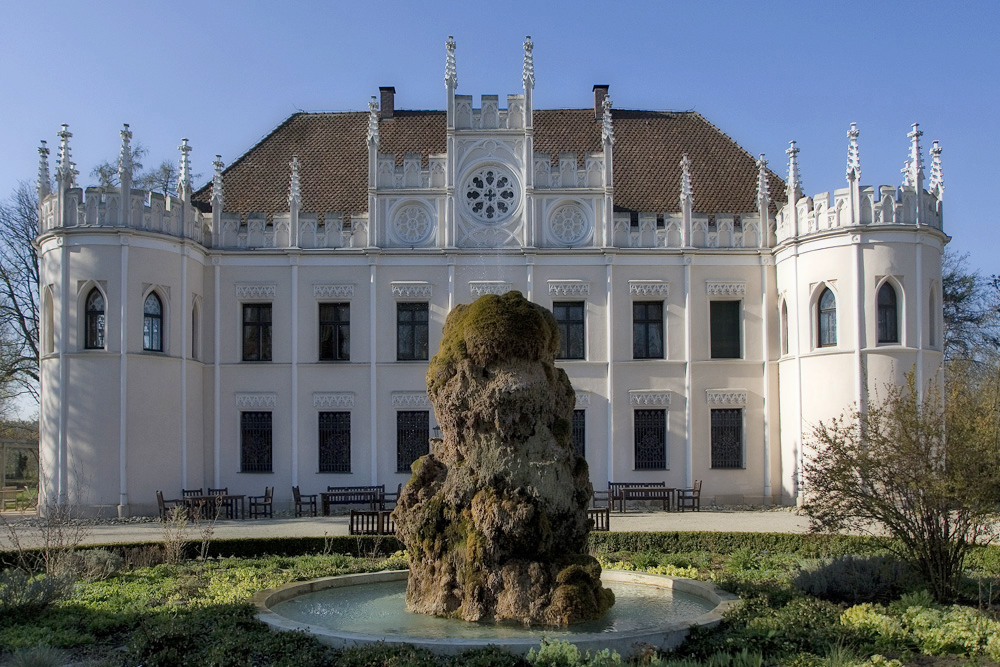
Schloss Reichenschwand, heute

Das Schloss Reichenschwand ist eine ehemalige Wasserburg bei Reichenschwand im mittelfränkischen Landkreis Nürnberger Land in Bayern. Die Burg wurde im 13. Jahrhundert von den Herren von Strahlenfels am Fluss Pegnitz erbaut und 1312 erstmals erwähnt. Seit 1986 ist das Schloss in Privatbesitz und fungiert heute als Restaurant, Hotel und Sitz der Wöhrl Akademie.

## Geschichte

### Das Schloss im Mittelalter
Die Wasserburg wurde um 1300 von dem Ministerialengeschlecht von Strahlenfels erbaut, nachdem dieses seinen Stammsitz, die Burg Strahlenfels, verlassen musste, und wurde 1312 erstmals im Salbuch von Kaiser Karl IV. namentlich erwähnt. Trotz des schützenden Flusses Pegnitz und der vier Wachttürme wollte Kaiser Karl IV. das  Schloss nicht in sein Burgennetz mit aufnehmen. Von 1515 bis 1531 wurde der Herrensitz in Reichenschwand von Rittern eingenommen. Ritter Ulrich von Ratz war bis 1531 Burgherr. Nach der Überlieferung bestritt er seinen Unterhalt durch massiv eingeforderten Wegzoll von Handelszügen der Nürnberger Kaufleute auf ihrem Weg nach Prag.

### Bonaventura I. von Furtenbach
Der begüterte Kaufherr Bonaventura I. Furtenbach aus einer bereits 1371 erstmals erwähnten Nürnberger Familie kaufte die Burg, ließ sie 1531 abreißen und ein neues Renaissanceschloss erbauen. Als Geste der Gnade und Dankbarkeit für finanzielle Unterstützung schenkte Kaiser Karl V. ihm das Recht, die Wasserburg „Schloss Reichenschwand“ zu nennen. Als Schlossherr kaufte Bonaventura I. das Pfarrlehen von dem Domkapitel zu Bamberg und verpflichtete sich, ein Pfarrhaus zu bauen und samt dem Pfarrersgehalt zu unterhalten. Dank der Freundschaft zwischen Bonaventura I. und Kaiser Karl V. erhielt er das zuvor von dem Geschlecht derer von Ratz entzogene Gerichtsbarkeitsrecht wieder zurück. Nach dessen Tod 1564 wurde das Anwesen seinem Sohn Bonaventura II. übertragen.

### 1618 bis 1900

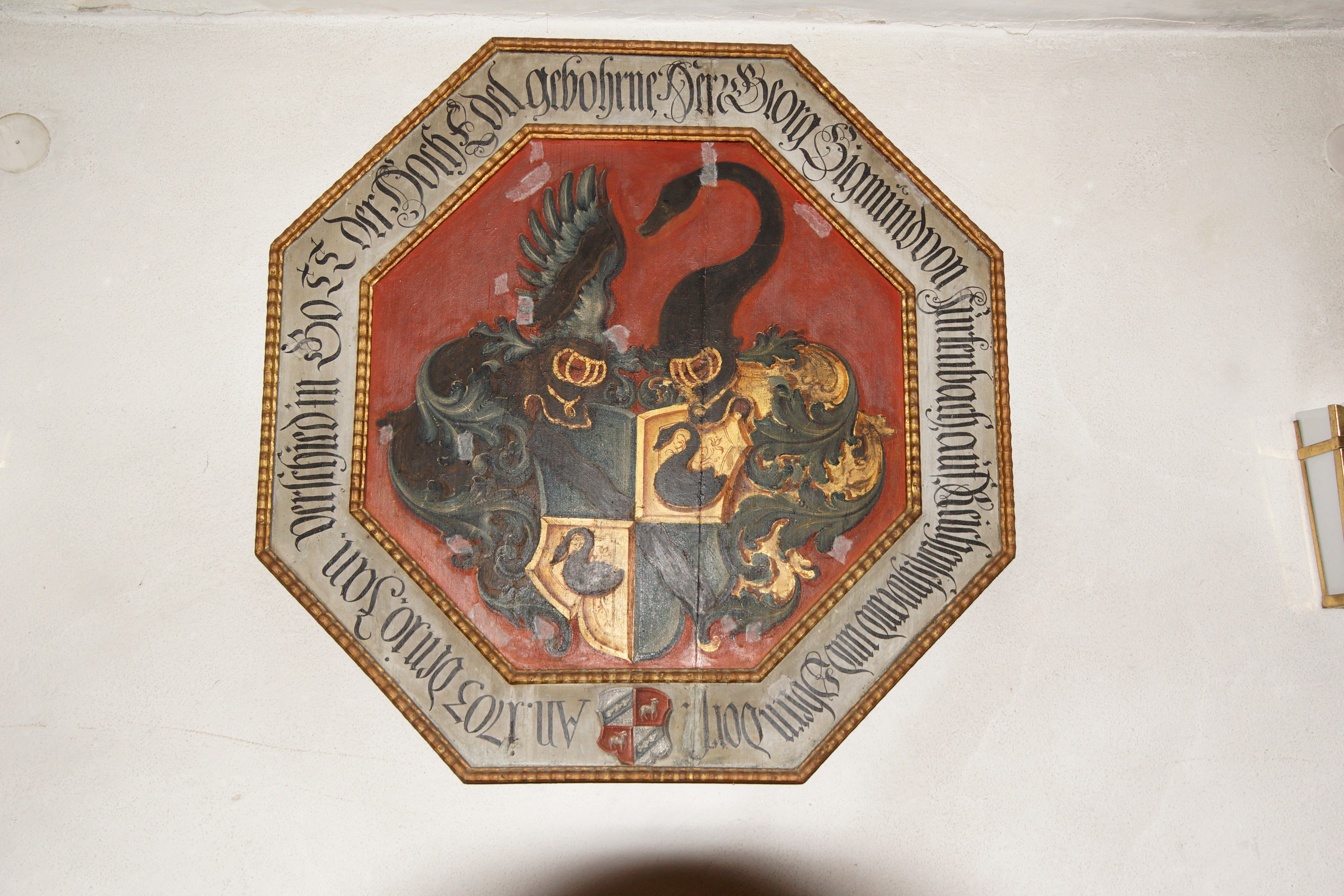
Totenschild des Georg Sigmund von Furtenbach († 1703) in der Albanuskirche Reichenschwand

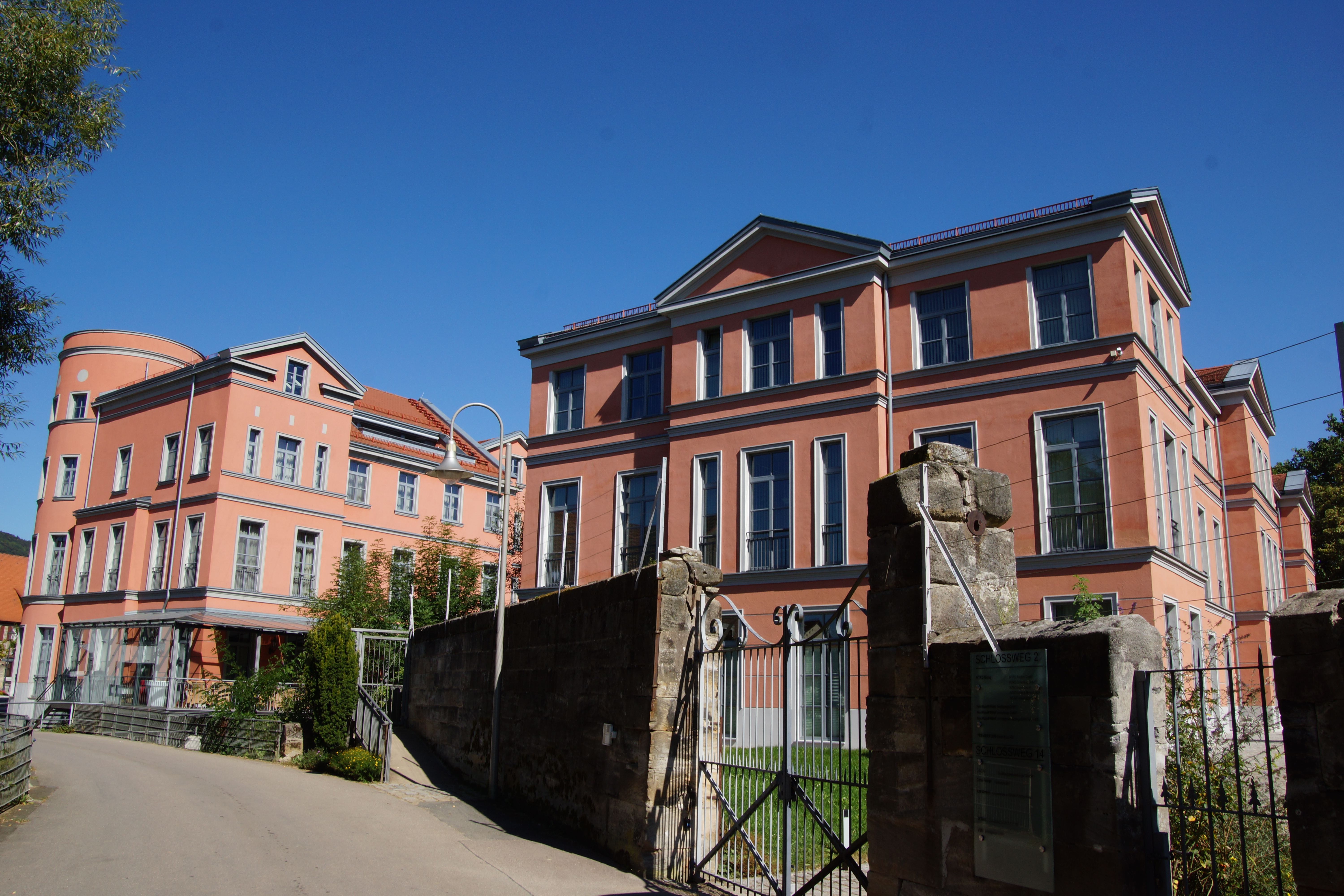
Hotel-Neubauten

Im Dreißigjährigen Krieg von 1618 bis 1648 wurden Schloss und Stadt Reichenschwand weitgehend zerstört. 1703 wurde das Schloss von Plünderern und Dieben heimgesucht, bis der Urenkel von Bonaventura I., Johann Wilhelm von Furtenbach zwischen 1700 und 1770 das Schloss wesentlich umgestaltete. Aufgrund erhöhten Platzbedarfs durch die Familie ließ Wilhelm August von Furtenbach kurz nach 1700 nördlich der Schlossanlage an der Landstraße das so genannte „Schlößchen“ oder „neue Schloß“ errichten, das 1755 und 1778 erweitert und umgebaut wurde. Nach 1808 wurde es vom Gutsbesitz getrennt abverkauft.
1768 wurden die Furtenbach auf Reichenschwand unter die „gerichtsfähigen Geschlechter“ der Reichsstadt Nürnberg aufgenommen und damit in den zweiten Stand der Gesellschaft nach dem Nürnberger Patriziat.
Nach der Französischen Revolution im 18. Jahrhundert geriet die Stadt Reichenschwand in den Staatsbankrott, da der französische König von der Stadt geliehenes Geld nicht mehr zurückzahlen konnte. 1816 wurde das Schloss an den Königlich Bayerischen Oberpostdirektor von Axthelm verkauft, der es 13 Jahre später an den Ritter Franz Otto von Stranski veräußerte, der es im neugotischen Stil, möglicherweise durch den Architekten Carl Alexander Heideloff, umgestalten ließ. Nach der Fertigstellung verkaufte er es an Adolf Wilhelm Fürst von Wrede, der es 1854 an Christian Thon veräußerte. Dieser und seine Nachfolger restaurierten danach das Schloss in seine heutige Form.

### Vom 18. Jahrhundert bis heute
Ein noch heute betriebenes Kraftwerk wurde 1905 zur Beleuchtung von Schloss, Park und Allee errichtet. Ende des Zweiten Weltkriegs im April 1945 dirigierten amerikanische Offiziere von dort aus die Kämpfe um Nürnberg. Nach dem Zweiten Weltkrieg wurde das Schloss in eine Schrothkuranstalt umgewandelt; Schloss Reichenschwand wurde bis zum Jahr 1975 zu einem bekannten Kurort.

## Die vier Türme

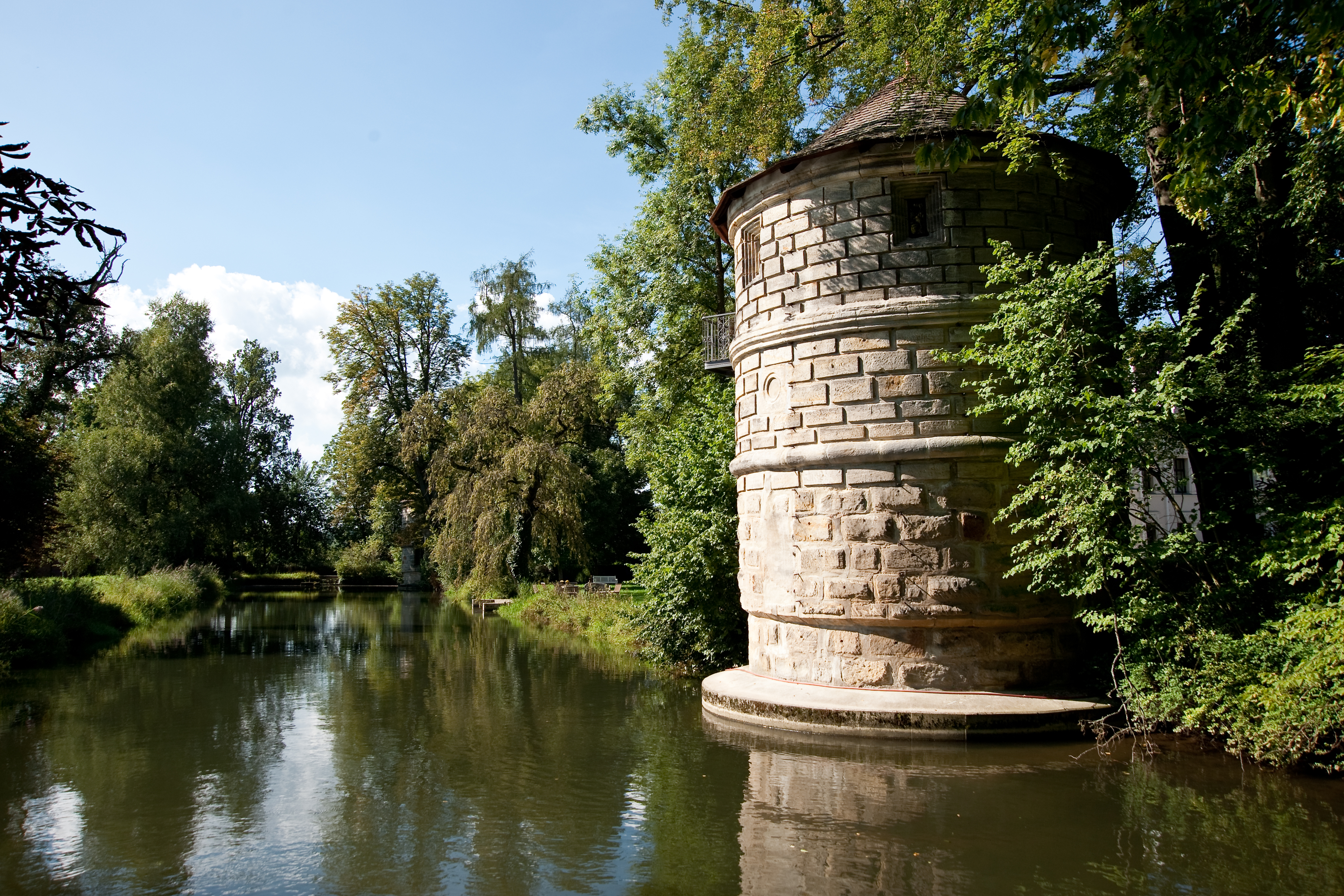
Die vier Türme

Die vier Türme, die heute immer noch das Bild des Schlosses prägen, stammen aus dem 13. Jahrhundert. Damals fungierte das ehemalige Wasserschloss als Wehranlage. Die Türme waren mit massiven Mauern und vorgelagerten Wassergräben verbunden, um Eindringlinge und Diebe abzuwehren. Der nordöstliche Turm war der Eisbunker des Schlosses. Dort wurden im Winter große Eisblöcke eingelagert, die bis in den Herbst die Speisevorräte kühlen sollten. Der südöstliche Turm diente früher als Kapelle.
Die beiden westlichen Türme, auch „Foltertürme“ genannt, dienten als Verhörräume, Folterkammern und Gefängnis. Im Rahmen der Hotelrestaurierung wurden diese zu Suiten umgebaut und tragen heute intern den Namen „Hochzeitszimmer“.

## Heutige Nutzung
Das Schloss Reichenschwand ist von einem 33.000 m² großen Park umgeben. Bereits im 18. Jahrhundert begannen die damaligen Eigentümer mit großer Sammelleidenschaft, seltene Bäume zu pflanzen, von denen es zum Teil nur noch wenige Exemplare in Europa gibt. Auf dem gesamten Gelände sind keine motorbetriebenen Fahrzeuge erlaubt: Hotelgäste und Besucher müssen ihre Fahrzeuge vor der Grundstücksgrenze abstellen, um den Erholungs- und Kurortcharakter von Schloss Reichenschwand zu bewahren. Seit 2009 wird im Schloss Reichenschwand ein Gourmetrestaurant betrieben.

## Nutzung als Akademie
Die Wöhrl Akademie wurde 1988 als Einrichtung der internen Weiterbildung für die Mitarbeiter der Rudolf Wöhrl AG gegründet. Die zunächst gemeinnützige Gesellschaft erhielt ihren Sitz auf Schloss Reichenschwand. Eine umfassende Modernisierung des Anwesens in den 1990er Jahren schuf die Voraussetzungen für einen modernen Seminarbetrieb; später kamen bauliche Ergänzungen hinzu, wie das 2004 fertiggestellte Verwaltungsgebäude, das in unmittelbarer Nähe zum Schloss seinen Standort gefunden hat.
Leiter der Wöhrl Akademie:
- 1988–1994: Karl-Heinz Gerber
- 1994–1996: Uwe Salzenberg
- 1996–1999: Karl-Heinz Denzler
- 1999–2005: Gerd Weigand
- 2005–2009: Thomas Weckerlein
- 2009–2010: Sigmund Freundorfer
- 2010–2015: Sebastian Gradinger